# 新体道
新体道（しんたいどう）は、創始者の青木宏之が当初活動していた空手より更に時代に合った動きを追究しようと志して、賛同者を集めて「楽天会」を結成し、開発に没頭して完成させたものである。肉体の限界を超えた通常の意識が失われた状態で何が起こるか見極めるという実験稽古の末、人本来の持つ自然で合理的な動きが生まれ、武道という範疇を超え、人のさまざまな能力を開発する体技として体系化された。稽古は、本文で説明する「栄光」、「天真五相」という大基本と「瞑想組手」を中心に編成されている。
新体道は、初めから上記の大基本とされる極意を教え、教わった人がそこから自分なりの学びを稽古を続けながら深めていくというものであり、誰でも自分自身を本来の自然な状態にもどし、自分でも気づかなかった能力を発揮でき、その結果気持ちも明るく解放されるという稽古内容となっている。新体道の思想と体系は既に出来上がっているが、心身共に高度に技を追究するべく、また、時代と世の中の要請に応えるため、上記の二大基本と瞑想組み手を基本としながら更に新しい技と形が創造され、新体道はその稽古体系を変革させ続けている。

## 歴史
新体道創始者・青木宏之は、新しい時代の体術を求め、30名ほどの優れた武道家集団「楽天会」を結成した。この楽天会で約3年間にわたって行われた猛稽古の中から、総合的な人間開発のための体術「新体道」が生まれた。現在、新体道は日本はもとより海外でも普及され、4年に1回国際大会が開催されている。

## 理論

### 四体勢理論
新体道では人間の体勢と、それに基づく稽古体系を以下の4種に分類している。
- 開放系（開掌拳）　心身を柔らかく開放し気を発する。体を開く。
- 養気系（無想拳）　心身を柔らかく解きほぐし気の流れを開発する。
- 自護系（自強拳）　気を内に充実させ攻防をきわめる。重いものを持ってがんばるようなときの体。体を閉じる。
- 正立系（正拳）　上の三つを併せ持ちかつ超越している。

## 稽古体系

### 大基本

#### 天真五相
天真五相は、シンプルでいながら究極の効果がある型とされる。青木は師、江上茂の指示により空手道型全集・『空手道　専門家に贈る』を編集し、空手のあらゆる型を集めた。その中から攻防に役立ち、能力開発になり、健康が増進できる型を抽出。さらに神道、密教などの行法、各種健康法、指圧などの研究成果を取り入れ天真五相を考案した。武道だけではなく弁論、演劇、音楽の練習の基礎ともなると主張している。掌をいっぱいに開き、天地と呼応するかのように大きな声で母音を発しながら行う。
ウンの世界とアの世界が四つに分化していくことを象徴する。
- 礼 無になり自分を消し、宇宙と自分の壁を取り払う。
- ウンの母音を発しながら手を無想印に組んで足をぴったり閉じられる人は親指まで閉じ閉塞立ち。意識を下

へ下へとおろす。
首-頚椎-肩-胸椎・胸骨-腹-下腹-太腿-ふくらはぎ-足首-足の裏-大地の下-地下があると思って地下一
階-二階-三階-下へ下へとおろしてゆく。
- アの母音を発しながら手を後方から真上へと上げてゆく。そして心身が伸びきったまま （混沌の闇からの

誕生・理想の追求）修験道より
- エーの母音を発しながら八の字を描くように手を切り下げてゆく（力を凝縮した後、自分の人生や運命を切

り開いてゆく）横に、たてに、斜めに切るという動きをすべて一度にやるつもりで切る。明鏡より
- イーの母音を発しながら左右に円を描くように斜め上方へと手を押し出してゆく（開かれた世界を自分でコント

ロールする）観空より
- オーの母音を発しながら上から後方、前へと包み込むようにまわしてゆき、掌をすくいあげるようにする（暖

かい心で森羅万象を包み込み、捧げる）このとき状態を後ろへ反らさず前掛になるつもりですべてを包み込む。修験道より
- ウン-最初の姿勢に戻り、深い瞑想の境地へと入ってゆく（元の無に還る）足を指先まで閉じ、手は触るか触ら

ないかぐらいで無想印を組む。
- 礼

ここで説明したイメージは一例に過ぎない。

#### 栄光
アーの母音を発しながら天に伸び上がり、手を前方へと差し出しながら力の限り走ってゆく。全身全霊で宇宙の真理を求める行法であるという。「心を尽くし、精神を尽くし、思いを尽くし、力を尽くしてあなたの神を愛せよ」「おのれを愛するが如く隣人を愛せよ」というキリスト教精神を身体で表現した型だという。命名は旧約聖書のダビデ詩篇より。

#### 瞑想組手
- 瞑想組手ワカメ体操

木刀で激しく切りあっている人間が海に生えているワカメのように揺らめいていたことから考案。
- 光と戯れる

突いてくる相手に対し、体勢を変化させたところ、突き手の体がつられて柔らかく動いたことや、手取り組み手の際に女性が柔らかく対応してきたことなどをヒントに考案。

### その他の行法

#### 天真柔操
激しい稽古にすぐさま入れるよう、健康体操としても有効なように設計された独自の体操。すべてが強力な武術の技にもなるという。上から下に、末端から体幹へ行うのが特徴。

#### 心身開発（旧名・制定補助運動）
稽古体系にはどうしても入れることができないが、体作りのために重要な運動。体を開き遠くを指し示すことによって、意識を開き拡張し激しく動いても静かな瞑想状態に移行しエゴ、自我、力みといったものを捨て去るために行う。主観的にはもう疲れているはずなのに意識が急激に広がった瞬間に急に動けるようになるといった感覚が得られ、ランナーズハイをもっと強烈にしたような感覚に襲われる場合もある。しかし体験する感覚は個人によって大きく異なり、幻覚、幻聴など多種多様である。新体道の稽古は自然な状態を目指すためにこの運動を行い、ある程度自然になってから、他の稽古法により研究を深めていくという稽古の組み立てで団体稽古をすることが多い。
- 開脚前進大 剣・棒付き・棒二本 斜め上方に視線を向けながら膝を左右にできる限り開き摺り足で腰から出るようにし前進する。得物を持つ時は証光

跳びのように膝から下の筋肉で跳ぶのではなく、体全体で遠くに跳ぶことが肝要。
- 開脚前進小 大の状態から腰を落とす。ステップ8則への基礎。
- 新体道ジャンプ・連続反り飛び

しゃがんだ状態から前を見て、体全部を開きつづけるようにして飛ぶ。
うさぎ跳びだと膝をすぐいためるが、足腰を鍛えるいい方法なのでこの方法に改良した。
- 瞑想ジャンプ 組み手 投げ

しゃがんだ状態で全身でボールのように飛ぶ。一瞬で深い瞑想状態に導く。
新体道では自分に酔っ払って瞑想することを禁じている。
瞑想の中で陽澄明朗を目指すために体を使って酔っ払うことを防ぎながら瞑想する。
- 両足双蹴り前・横・補助つき

両足で前を蹴ったり横を同時に蹴り上げたりする。滞空時間をのばした感覚を味わうため、補助者に支えてもらう。
- 開放体正座

足の間をできる限り開いて座る

#### 青空体操・大気舞
養気体と開放体の中間にある体操。青木が50代になってから考え出した。

#### 呼吸法
南米で知り合った太極拳の達人との交流がヒントになり考案したという。
- 北辰呼吸法
- 包天呼吸法

#### ステップ8則
人間の歩き方は日常生活では無駄な部分が多いため必要な動きだけに単純化したもの。初心のうちは大きく行う。
これ以外に人間の動きを単純化した稽古体系もあったが、現在は行われていない。
- 1則　前進
- 2則　後退
- 3則　斜め前に移動
- 4則　斜め後ろに移動
- 5則　クロスステップのように前進
- 6則　クロスステップのように後退
- 7則　内回り　無意識と表層意識をつなぐ効果がある
- 8則　外回り　無意識と表層意識をつなぐ効果がある

- 錬気十法

互いに手を取って腰との連動を意識しながら行うことにより、体の末端部まで腰とつながり、相手の腰相手全体とも一体になれる。
- -     1. 　掌対掌
    2. 　鉤対鉤
    3. 　四指対四指
    4. 　握手
    5. 　掌対拳
    6. 　やわらかい開掌拳対やわらかい開掌拳
    7. 　やわらかい開掌拳対やわらかい開掌拳による前進後退
    8. 　両手の柔らかい開掌拳対やわらかい開掌拳
    9. 　天真五相立ち組み手
    10. 　イ対オ

### これらの技法を組み合わせたもの

#### 大妙
1998年国際学士院より、創始者・青木宏之が世界平和功労大騎士勲章を受章した際の記念パーティーにて公開。『荘子』の大妙思想より。
- 1. 一部 パワー増強法　観気（観空より）　裂帛（明鏡より）　砕山（半月より）　養神　養気体天真五相
  2. 二部 能力開発法　大気舞い　四肢回し　四肢振り　無想拳 やわらかい前蹴り　養神
  3. 三部 呼吸法　瞑想法　呼吸法　十位瞑想法　養神

## 新体道武術
新体道大基本（前述、栄光、天真五相、瞑想組手）をベースとし、これを各種攻防、格闘術に応用したのが新体道武術である。徹底的に体を使って力みを取り去り、また、逆に全身の力を抜いて動く。そして無限遠への技を繰り出す稽古方法に特徴がある。
新体道では、心身をほぐし徹底的に余分な力みを取り除くことによって、人間が本来持つ能力が開発され、強力に効く技、有効な技が生まれるという。筋肉を部分的に機能させたり「キメ」をつくることなく、全身を統一して動くこと、柔らかく流れるような動きで技を繰り出すことが重視される。
武術はもともと「殺すか殺されるか」にその意義があり、その結果一方は傷つき、他方は生き残ることになる。しかし現代社会の中での武術の存在意義は一部専門的な職種を除きそれだけでは片付かない問題がほとんどである。新体道武術の稽古では、より効く技、より有効な技を求めるなかで、全身全霊で攻撃してくる相手との攻防を超えた、相手と融和し一体となった状態、また、闘いの中にあってなお自由に動くことが出来るレベルまで到着することを目指している。青木はこれを例えて言うなら「真剣白刃の上でダンスを踊っているような」境地であるという。これは、人間本来誰もが生まれながらにして大自然・大宇宙と融和した存在である事を知ることによって実現するという。
現代社会を生き抜くため、ストレスや心身の疲労を取り除き、心身を自然に戻し、対立を超え、その人が持つ能力を最大限発揮できるようにする稽古が現代的意義のある武術の稽古であると新体道は提唱する。
新体道武術には空手、柔術、棒術、剣術、杖術、短刀術（一部殺到術を含む）がある。

### すべてに共通する技
ほとんどの技は天真五相の応用になっている。また、すべての動きを切り込みと斬り払いに分類し、斬るという動きへの集約が、効く技につながるとする「切込み切り払い理論」がある。最終的にはすべて栄光に集約される。すべてに共通する技は以下の通りである。一言で言えば全方向に対して切るか受けるかということである。
- 上段受け
- 下段払い
- 上段本突き
- 中段本突き
- 天地斬り下ろし
- 天地斬り払い

### すべてに共通する組手
ノールールでやりあうことはあまりせず、約束組手をメインに稽古をする。
- 一本組手　攻撃と防御に別れ、一定の場所を一定の方法で攻撃して、それを受けるか投げる。
- 連攻　攻撃と防御に別れ、一定の場所を一定の方法で連続して攻撃しそれを受けるか投げる。集団戦も稽古する。

### 新体道空手
新体道空手とは、新体道による空手である。新体道創始者の青木宏之が師事した江上茂による空手をベースとしつつ、新体道により技について再考がなされ、真に効きがあるよう、また、自他の意識を変革するよう技が改変されている。
新体道空手の技には、栄光と天真五相が息づいており、その「突き」は栄光によって強力無比となり、その「受け技」は天真五相によって無限の変化とおおらかさを持つとされている。
特徴として、立ち方（不動立ち）では、足幅を広くとり、決して力まず、自然な動きをとる。攻撃業である「突き」では、止めや決めを作らず、無限の彼方に突き抜けるようにして技を出す。

#### 拳
拳の握り方については、中指の関節が出るように拳を握り、そのまま少し手首をそらせる（掌の中心からエネルギーが出るようなイメージ）。拳は、手首をそらせる角度を変えることで、自護体による拳から、手首を最もかえした追い突き正拳まで、無限の変化がある。

#### 空手の技
基本技
- 中段本突き
- 下段払い
- 上段揚げ受け
- 中段腕受け
- 手刀受け
- 前蹴り
- 横蹴り
- 廻し蹴り等

組手
- 地の型
- 天の型
- 内無双
- 外無双
- 怒濤
- 陣太鼓
- 荒磯
- 一本背負い落とし
- 大平原

#### 空手の型
- 太極・小
- 太極・大
- 掬水
- 平安・小
- 平安・大
- 平安初段〜五段
- 鉄騎初段〜参段
- 観空
- 参戦天掌
- 岩鶴
- 抜塞等

### 新体道柔術
すべては天真五相のアエイオの手の動きを組み合わせ、ステップ8則によって入り身の方向を組み合わせることによって行われる2つの稽古の応用である。
- 怒涛
- 外無双
- 膝回し
- 花弁返し
- 一本背負落し
- 大平原
- 山嵐
- 小手返し
- 陣太鼓

### 新体道剣術
新体道剣術は単に人を斬るのではなく、相手を通して遠くの天を斬る栄光の技を使う為、反りの無い直刀である新体道独自の正式太刀を用いる。一ヶ条から九ヶ条までの型があり、ステップ八則を応用した足捌きを使う。

#### 剣術の技
- 統一基本技125本

#### 剣術の型
- 一か条

大上段切り込み対上段切り込み
- 二か条
  - 大上段
  - 上段
- 三か条
  - その一
  - その二
- 四か条

攻撃（主に大上段）に対して
- - その一

（主に上段へ）立気で突きに行く
- - その二

（主に上段へ）遅れたタイミングでもただ前に出て相手を突けることを学習する
- 五か条
  - その一
  - その二
- 六か条

攻撃（主に大上段）に対して、深く入身して
ステップ8則の
- - 外回り
  - 内回り

で方向転換して切る
- 七か条
  - 正
  - 大
  - 小
- 八か条（一本橋）
- 九か条
  - 大上段
  - 水平
  - 正
- 三人一列　互いの気の流れに反応し、統一基本技で切り合う　一番難しい稽古である。

### 新体道杖術
約四尺の木でできた棒術の棒よりも細い棒を使用する。杖は剣としても棒としても、素手のようにも使える万能性があるため、様々な動きを学ぶのに適しており、杖を使った稽古は体力に自信のない人でも比較的取り組みやすい。

#### 杖術の技
- 隻手突き
- 本手打ち
- 逆手打ち
- 返し突き
- 逆打ち本手突き
- 本手打ち突き

#### 杖術の型
- 大志
- 豊穣
- 流転
- 風連

### 新体道棒術
新体道棒術は、長さが六尺（身長により長さを調整する）の木の棒を使用する。棒術は空手と密接な関係にあり、体の使い方においても両者には非常に多くの共通点がある。創始者の青木が南米滞在時に現地の広大な大自然にインスピレーションを受けその体系が創り上げられており、内にこもった思考を打破するような雄大無比な技と世界観に特徴があると言われている。
棒術は棒に体の動きが影響されやすく、体を使う基礎練習ともなる。大きく動けば動くほど爽快感を味わいやすい種目であり、打ち合う技のみでなく、投げ技なども行う。

#### 基礎練習
初心者が初めて学ぶ稽古であり、棒と遊びながら上達を目指す稽古体系。新体道棒術の極意集でもある。
- 持ち替え

できるかぎり手を開き、ひじを伸ばし、体を開いて遠くを見つつ、両手で棒を左右に滑らせながら持ち替える。いずれも棒と体が一体となるようなイメージで行う。
- ジャグラ棒

棒をジャグラーの様に扱う。8の字に回すなど自由自在に回す。
- バランス棒

体のあらゆる場所でバランスをとって棒を立てられるようにしたり、棒の上に棒を乗せてバランスをとったりもする。
- キャッチ棒

棒を投げ合って、全身を柔らかく使い、棒の勢いを全て吸収するように受け取る。
- 振り回し

棒の端を持って振り回す。準備運動にも取り入れていて、思いっきり棒を扱う感覚を養う。
- 陰陽取り

左右棒を握ることなく持ち替える。

#### 棒の基本技
- 虎飜受け
- 龍飛受け
- 手繰り突き
- 諸手突き
- 手繰り諸手突き
- 流れ一文字受け
- 松風打ち
- 大上段打ちおろし
- 上段打ち
- 下段払い
- 遊動突き一・二

#### 棒術投げ技
創始者の青木が考案。75本を考案するが、そのうちの何本かは現在忘れられてしまっている。棒術の投げ技は、相手に差し込んだり、足をかけたりと様々な動きがあり、技をかけようとする方向によってもバリエーションがある。
- 櫂弾き
- 翔天
- ベアークラッシュ
- 大平原
- 纏落とし
- 山嵐
- 怒涛
- 大稲妻
- 早瀬上り
- 花弁返し
- 腿刈り
- 山彦
- 雷
- 仰ぎ返し
- 大外刈り（内・外）

#### 棒術の型
- 火の型
- 水の型
- 風の型
- モーセの棍
- 佐久川の棍
- 松風の棍
- 白樽の棍
- 秀志の棍
- 花霊の棍
- 竜虎の棍
- 俊風の棍

### 連続組棒
- 真常（大）
- 真常（小）

## 天真自由滝行
現代人のための健康滝行。従来の滝行のように、寒さに耐えて根性を養うという目的では行わない。「特定の宗派による滝行法を持たない方のため、滝に安全に入れるように」との願いから創られた滝行法。従来行われてきた滝行に比べ、儀式的要素が少なくなっている。

## 瞑想
新体道は動きの中で瞑想を深めることを目的として行うものであるが、この項目のように静的な瞑想もある。動きの中の瞑想で明るく障害があっても動じない瞑想状態を学習し、静かな瞑想で深い瞑想を体験し、2つの世界を行ったり来たりしながら稽古を進める。
- 立位十位瞑想法
  - 正立位（旧名:帰一正立位）
  - 放光位　
  - 照世位
  - 天頂位　
  - 金剛位　
  - 献花位
  - 献身位
  - 望郷位
  - 浄心位
  - 無想位
- その他
  - 慈恩位
  - 師恩位　もともとは違う名前だったが、青木宏之が江上茂と瞑想しているときにおなかの辺りから体が広がってゆく感じがした。そのときに江上茂が行っていた印だということで、師恩という名前にした。
- 印
さまざまな印を組むが、入門しやすいように大きなものから進むに従って小さな違いを味わってゆく。天真五相の成立は「印」の研究によるところが大きい。ヨーガのように一点に気を集めるようなことや、眉間に印を向けるようなことは絶対に行わない。
- 献花印歩行
- 赤い花瞑想法
- 飛翔瞑想法
- 火の玉瞑想法

## 号令術
新体道の精華の一つとされる。稽古の指揮者が、身体的所作、気・意識の操作、様々な指示、声を使ってのカウントなどを用いて新体道の特徴である団体稽古をより効果的にする方法。
その方法には催眠的手法も用いられるが、他者催眠は推奨されていない。理由は他者催眠がかかった集団は号令者の思考が被暗示者に伝播しやすく、不気味な均質性をもった集団が作られるからである。ただし自己催眠を指導することは可とされる。

### 書籍
- 『からだは宇宙のメッセージ』青木宏之著（地湧社）1985年
- 『新体道　智慧をひらく身体技法』青木宏之著（春秋社）1997年
- 『「新・からだ主義」宣言　「体の知恵」で心を癒す』青木宏之著（ビジネス社）1997年（平成9年）
- 『Total Stick Fighting』青木宏之著（講談社インターナショナル）2000年
- 『自然なからだ　自由なこころ』青木宏之著（春秋社）2001年
- 『運をつかむ瞑想法』青木宏之著（青春出版）2004年
- 『からだ・自然・未来』（NPO新体道）
- 『栄光』青木宏之著（NPO新体道）
- 『光に舞う』青木宏之著（NPO新体道）
- 『灼熱の日々の記録』穂刈至高著（NPO新体道）
- 『新体道剣術－稽古の心得』青木宏之著（NPO新体道）
- 『新体道養気体－朝の体操・夕の体操』青木宏之・岡田満著（NPO新体道）
- 『からだとの対話』青木宏之著
- 『天真五相』青木宏之著（NPO新体道）
- 『空手道　専門家に贈る』江上茂著（楽天会）1970年
- 『君影草』江上千代子著

## 映像資料
- [新体道棒術] BABジャパン
- [新体道気の栄光] クエスト
- ['87新体道大博覧会]　NPO新体道
- [1984筑波国際シンポジウム]　NPO新体道
- [新体道天真柔操（朝の体操/夕べの体操]　NPO新体道
- [大地より生まれいずるもの]　NPO新体道
- [天地人呼吸法　大妙] NPO新体道